# Distretto di Kapyl'
Il distretto di Kapyl' (in bielorusso Капыльскі раён?) è un distretto (raën) della Bielorussia appartenente alla regione di Minsk.